# Brita Koivunen

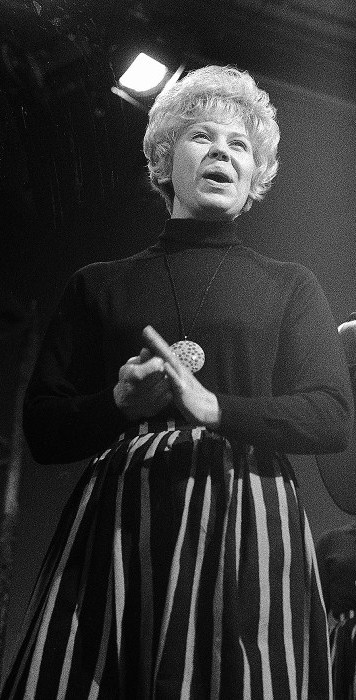
Brita Koivunen 1965.

Brita Koivunen-Einiö, född 31 augusti 1931 i Helsingfors, död 12 april 2014 i Helsingfors, var en finländsk sångerska.

## Biografi
Koivunens mor hade en gång i tiden haft en egen orkester i Helsingfors, men Koivunen själv dök upp på scenen 1954, då hon vann en poptävling i Helsingfors. Därefter bestämde hon sig för att ta sånglektioner. Hon medverkade i TV-programmet Iskelmäkaruselli och strax därefter anslöt hon sig till Olli Hämis kvintett, i vilken hon var aktiv fram till 1958. 1956 hade hon slagit igenom som sångerska. Koivunens karriär fick bättre flyt, då hon var gift med Paavo Einiö, som var andrechef på Scandia-musiikki. 1960 tilldelades Koivunen epitetet den mest populäre inhemske sångerskan av tidningen Iskelmä.
Kouivunen uppträdde emellanåt i TV med barnvisor och gjorde även skivinspelningar med dessa, men hennes favoritgenre var jazz. Förebilderna på detta tema var Peggy Lee, Anita O’Day och Mel Tormé. De sista skivinspelningarna gjordes 1985 och totalt gjorde hon 171 inspelningar.